# MasterChef VIP
A MasterChef VIP egy magyar televíziós főzőshow, az Amerikai mesterszakács licence alapján. Műsorvezetője Ördög Nóra. A zsűrije az első évadban Nyíri Szása és Mizsei János, a második évadban Pintér Katalin, Győrffy Árpád és Farkas Richárd.
Az első évadot 2018. augusztus 27. és 2018. október 5. között sugározta a TV2. A második évad 2020. augusztus 3-án indult.
Az első évadot Kondákor Zsófia nyerte.
A második évadot Gáspár Evelin nyerte.

## Évadok
| Évad | Évad | Epizódok | Sugárzás            | Sugárzás            | Győztes         | Második helyezett | Harmadik helyezett         | Műsorvezető | Zsűri                                       | Adó |
| Évad | Évad | Epizódok | Évadbemutató        | Évadzáró            | Győztes         | Második helyezett | Harmadik helyezett         | Műsorvezető | Zsűri                                       | Adó |
| ---- | ---- | -------- | ------------------- | ------------------- | --------------- | ----------------- | -------------------------- | ----------- | ------------------------------------------- | --- |
|      | 1.   | 30       | 2018. augusztus 27. | 2018. október 5.    | Kondákor Zsófia | Janicsák Veca     | Pásztor Anna               | Ördög Nóra  | Nyíri Szása Mizsei János                    |     |
|      | 2.   | 10       | 2020. augusztus 3.  | 2020. augusztus 14. | Gáspár Evelin   | Polgár Tünde      | Bíró Ica és Kautzky Armand | Ördög Nóra  | Pintér Katalin Győrffy Árpád Farkas Richárd |     |

## Versenyzők
| Helyezés | 1. évad         | Helyezés | 2. évad             |
| -------- | --------------- | -------- | ------------------- |
| 1.       | Kondákor Zsófia | 1.       | Gáspár Evelin       |
| 2.       | Janicsák Veca   | 2.       | Polgár Tünde        |
| 3.       | Pásztor Anna    | 3.       | Bíró Ica            |
| 4.       | Mádai Vivien    | 3.       | Kautzky Armand      |
| 5.       | Csomor Csilla   | 5.       | Győrfi Pál          |
| 6.       | Bay Éva         | 6.       | Cseke Katinka       |
| 7.       | Szabó Dóra      | 7.       | Kandász Andrea      |
| 8.       | Kulcsár Edina   | 7.       | Nyertes Zsuzsa      |
| 9.       | Kocsis Tibor    | 9.       | Dr. Gyarmati Andrea |
| 10.      | Molnár Tamás    | 10.      | Kálloy Molnár Péter |
| 11.      | Árpa Attila     | 11.      | Danny Blue          |
| 12.      | Nagy Katalin    | 11.      | Horváth Boldi       |
| 13.      | Nyári Károly    | 13.      | Stohl András        |
| 14.      | Busa Pista      | 14.      | Liu Shaolin Sándor  |
| 15.      | Sebők Vilmos    | 15.      | Gregor Bernadett    |
| 16.      | Gesztesi Károly | 15.      | Patai Anna          |
| 17.      | Villányi Andrea |          |                     |
| 18.      | Hamvai P.G.     |          |                     |
| 19.      | Till Attila     |          |                     |
| 20.      | Kertész Richárd |          |                     |
| 21.      | Rábaközi Andrea |          |                     |
| 22.      | Noszály Sándor  |          |                     |
| 23.      | Pál Dénes       |          |                     |
| 24.      | Zsidró Tamás    |          |                     |
| 25.      | Madár Veronika  |          |                     |
| 26.      | Demcsák Zsuzsa  |          |                     |
| 27.      | Pindroch Csaba  |          |                     |